# Work That Magic
Work That Magic è il secondo singolo estratto dall'album Mistaken Identity della cantautrice statunitense Donna Summer, pubblicato il 18 novembre 1991 dall'etichetta Atlantic Records negli Stati Uniti e dalla Warner Bros. in Europa.

## Descrizione
A differenza delle altre tracce dell'album, più orientate verso il genere urban, Work That Magic presenta uno stile dance.

## Successo commerciale
Il singolo raggiunse il 74º posto nella classifica dei singoli del Regno Unito.

## Accoglienza
All'interno della recensione dell'album Mistaken Identity, la rivista statunitense Billboard descrisse la canzone come «orientata verso la musica house» e la dichiarò «la degna candidata» a seguire il singolo When Love Cries.

## Classifiche
| Classifica (1991) | Posizione massima |
| ----------------- | ----------------- |
| Regno Unito       | 74                |